# Рак простати
Рак проста́ти (лат. Prostatic adenocarcinoma) — злоякісне новоутворення, що виникає з епітелію альвеолярно-клітинних залоз.
Рак простати є причиною майже 10 % смертей від раку у чоловіків та однією з головних причин смерті у чоловіків похилого віку. У США рак простати є третьою за частотою причиною смерті від злоякісних пухлин.

## Гістопатологічна класифікація
За гістологічним складом рак простати поділяється на такі форми:
- Недиференційовані
Поліморфноклітинний рак (велика кількість різних за формою та розміром клітин, що діляться)
- Малодиференційовані
Анапластична аденокарцинома (зміна внутрішньоклітинних структур, характерні форма й розміри клітин)
Солідний рак (клітини розміщуються пластами або тяжами, розділеними прошарками з'єднувальної тканини)
Скіррозний рак (пухлина стає твердою, фіброзною за рахунок переважання строми зі з'єднувальної тканини над пухлинними клітинами)
- Диференційовані
Аденокарцинома (якщо рак виник із залозистого епітелію)
Плоскоклітинний (якщо рак виник із плоского епітелію)
Тубулярний (виникнення з вузьких каналів, застелених епітелієм, у просвіті яких може перебувати секрет)
Кубічний тубулярний рак
Призматичний тубулярний рак
Альвеолярний (виникає з кінцевих відділів гілок залоз)

Рак простати часто проходить стадію передраку, своєчасне виявлення якого суттєво допомагає здійснити прогноз та лікування. До передраку належать:
- Атипічна гіперплазія (факультативний передрак, здатний переходити в рак за певних умов)
- Інтраепітеліальна неоплазія (облігатний передрак, попередник аденокарциноми простати).

## Причини розвитку раку простати
- Вікові гормональні зміни
- Генетична схильність
- Дисбаланс нутрієнтів
- Хронічна інтоксикація кадмієм
- Можлива додаткова причина — наявність вірусу XMRV.[11]

## Клініка раку простати
Симптомів, характерних тільки для раку простати, не існує. Багато симптомів схожі з такими, як при аденомі простати. Ними є:
- ірритативні симптоми — часті поклики до сечовиділення, відчуття неповного випорожнення сечового міхура, спастичні чи больові відчуття в паху;
- обструктивні симптоми — ускладнення під час сечовиділення, наявність переривистої чи тонкої струї сечі, затримка сечі. Збільшення часу сечовипускання. Необхідність напружувати м'язи черевного пресу для повного випорожнення сечового міхура.

Однак ці симптоми можуть бути пов'язані з появою метастазів та розростанням пухлини, коли мова йде про запущені стадії раку.
Метастази поширюють пухлину як кровоносними, так і лімфатичними шляхами. Можливі метастази у кісткову тканину. Метастази в лімфатичні вузли не сполучаються з метастазуванням до кісткової тканини.

## Діагностика раку простати
Методами діагностики раку простати є:
- біопсія простати (проводиться, як правило, за результатами ехографії); розрахунок «суми Глісона».
- дослідження рівня простатичного специфічного антигену (ПСА) крові
- магніторезонансна томографія
- трансректальна ехографія (трансректальне ультразвукове дослідження простати)
- радіоізотопні дослідження
- рентгенологічні обстеження
комп'ютерна томографія
- ректальне пальцеве обстеження простати
- ультразвукове дослідження черевної порожнини
- урофлоуметрія

## Лікування раку простати
При локальних формах (1-2 стадія, без метастазів) раку застосовуються такі види лікування:
- Хірургічне видалення залози (радикальна простатектомія).
Простата видаляється із сім'яними пухирцями.
- Дистанційна променева терапія.
Опромінення простати й лімфатичних вузлів, що розташовані поряд, у дозі близько 40 Грей; пізніше опромінення на пухлину збільшують до 70-72 Грей
- HIFU-терапія
Абляція пухлин сфокусованим високоінтенсивним ультразвуком.
- Брахітерапія чи інтерстиціальна променева терапія.
Введення до пухлини зерен з радіоактивними препаратами.
- Кріоабляція (локальне заморожування й девіталізація тканин, що дозволяє прицільно створити зону некрозу необхідної форми й розміру для деструкції ураженої тканини та прилеглих краєм здорових клітин).
- Гормонотерапія антиандрогенами.
Найрідкісніший вид лікування

При III та IV стадіях з метастазами застосовуються такі методи лікування:
- Дистанційна променева терапія + гормональна терапія.
Опромінення простати та прилеглих лімфатичних вузлів з комбінацією терапії антагоністами (тобто блокаторами) гонадотропін-рилізинг гормону (Фірмагон) (антагоністи ГнРГ)
- Монотерапія антагоністами гонадотропін-рілізинг гормону
  - Довічне призначення (скасування можливе тільки за рішенням лікаря, наприклад, у разі одужання чи гіперчутливості)
Перевага медикаментозної кастрації в її зворотності після скасування призначення
- Оперативна, хірургічна кастрація
  - Ефективність можна зіставити з медикаментозною кастрацією антагоністами (Фірмагон) ГнРГ, проте операція необоротна й погано впливає на настрій пацієнта.

При лікуванні раку з ранніми метастазами може бути використана також і хімієтерапія.
Задавнені форми раку лікуються тільки симптоматично чи паліативно; використання антиандрогенної та променевої терапії може покращити якість і тривалість життя хворого.

## Прогноз
Прогноз захворювання залежить від стадії процесу. Чим раніше розпочато лікування, тим вища ймовірність сприятливого підсумку. На ранніх стадіях при адекватному лікуванні прогноз умовно сприятливий, працездатність цілком відновлюється. На пізніх стадіях прогноз, безумовно, несприятливий, захворювання призводить до летального випадку.